# Kikstart: Off-Road Simulator
Kikstart: Off-Road Simulator ist ein Motorrad-Trial-Spiel, das 1985 von der Spielefirma Mr. Chip Software für den Commodore 64 entwickelt wurde. Das Spiel erlaubt es, ein Kopf-an-Kopf Rennen auf einem horizontal geteilten Bildschirm zu bestreiten.

## Spielprinzip
Ziel des Spieles ist es, ein Trial-Motorrad über einen Kurs mit verschiedenen Hindernisse zu navigieren. Dabei sind unterschiedliche Rampen, Tore, Hecken, Mauern und Zäune zu überwinden. Weiters befinden sich auf dem Kurs Reifen und Fässer. Es gibt 8 verschiedene Kurse, in denen der Fahrer so schnell wie möglich Hindernisse überwinden muss.

## Entwicklungs- und Veröffentlichungsgeschichte
Das Spiel wurde ursprünglich vom Entwicklungsstudio Mr. Chip Software für den Commodore 64 entwickelt und selbst vertrieben, allerdings nur im Vereinigten Königreich. Der ebenfalls britische Publisher Mastertronic übernahm die weltweite Veröffentlichung und orderte bei Mr. Chip Software die Portierung für die Heimcomputer Atari 8-bit, Commodore 16 und Commodore 128. Die Commodore-128-Version enthielt zusätzliche Rennstrecken und Hindernisse.

## Rezeption
Das deutsche Printmagazin Happy Computer lobte den Mehrspielermodus des Spiels, befand den Einzelspielermodus aber als „langweilig“. Zudem sei die Grafik stark stilisiert und mithin ebenfalls langweilig. Die ASM testete die Commodore-16-Version des Spiels und notierte ein „gutes Feeling“. Kikstart sei „eines der besten Programme für den 16er“ und würde darüber hinaus sehr preisgünstig angeboten.